# Jean-Joseph Sanfourche
Jean-Joseph Sanfourche, preprosto imenovan Sanfourche, francoski slikar, pesnik, risar in kipar, * 25. junij 1929, Bordeaux, † 13. marec 2010, Saint-Léonard-de-Noblat.
Znan je bil po slogu art brut in bil prijatelj Gastona Chaissaca, Jeana Dubuffeta, Roberta Doisneauja, s katerimi si je tudi dopisoval.